# Виноградов, Иван Николаевич
Виноградов Иван Николаевич (21 января 1915, Буйский район, Костромская область — 7 апреля 1996, Новомосковск, Днепропетровская область) — советский шахтёр, бурильщик шахты рудоуправления имени С. М. Кирова треста «Дзержинскруда» (Кривой Рог). Герой Социалистического Труда (1958).

## Биография
Родился 21 января 1915 года в посёлке Шага (ныне в Костромской области) в крестьянской семье. Образование среднее.
В 1932—1942 годах работал счетоводом в колхозе родного села, десятником на лесосплаве посёлка Шага.
С апреля 1942 года в рядах Красной армии, участник Великой Отечественной войны — сержант, автоматчик. Демобилизован в октябре 1945 года.
В 1945—1947 годах работал поставщиком в ремонтно-строительном управлении посёлка Шага. В 1947—1949 годах работал бурильщиком на молибденовом руднике в городе Балхаш.
В 1949—1975 годах — бурильщик, крепильщик, помощник начальника шахты рудоуправления имени С. М. Кирова в Кривом Роге.
19 июля 1958 года удостоен звания Герой Социалистического Труда — за внедрение передовых производственных методов в подготовке рудных блоков к очистной выемке и заслуги в увеличении добычи железной руды. Член КПСС с 1959 года.
Производственные планы по добыче товарной руды выполнял на 150—160%. Испытатель новой техники, консультант конструкторов. Новатор производства, рационализатор, инициатор начинания по повышению производительности труда и снижению себестоимости руды.
Умер 7 апреля 1996 года в городе Новомосковске.

## Награды
- Медаль «Серп и Молот» (19.07.1958);
- Орден Ленина (19.07.1958);
- Орден Отечественной войны 1-й степени (1985);
- Почётный горняк СССР;
- Знак «Шахтёрская слава» 2-й и 3-й степеней;
- медали.

## Память
- Имя на Стеле Героев в Кривом Роге.